# Teenage Mutant Ninja Turtles (film fra 1990)
Teenage Mutant Ninja Turtles The Movie er den første af tre spillefilm med Teenage Mutant Ninja Turtles og lanceret af New Line Home Entertainment i 1990. Filmen tager udgangspunkt i tegneserien fra 1984 om de fire muterede ninjapadder af Kevin Eastman og Peter Laird men er suppleret med enkelte elementer fra tegnefilmserien fra 1987.

## Handling
New York City plages af kriminalitet. Reporteren April O'Neil kommer på sporet af forbryderne, Fodklanen, som følgelig ønsker at gøre hende tavs. Men ninjapadderne kommer hende til hjælp. Fodklanens leder Shredder beordrer dem og April udslettet, så de må trods kamp flygte sammen med deres nye allierede Casey Jones. Men paddernes læremester Splinter er fanget, og padderne har ikke i sinde at lade ham i stikken.

## Produktion
- Producent: Simon Fields, Kim Dawson og David Chan
- Manuskript: Todd W. Langen og Bobby Herbeck
- Instruktør: Steve Barron

## Medvirkende
Skuespillere
- Judith Hoag – April O'Neil
- Elias Koteas – Casey Jones
- Michelan Sisti – Michaelangelo
- Leif Tilden – Donatello
- Josh Pais – Raphael
- David Forman – Leonardo
- Michael Turney – Danny Pennington
- Jay Patterson – Charles Pennington
- Raymond Serra – Chief Sterns
- James Saito – Shredder
- Toshishiro Obata – Tatsu
- Sam Rockwell – Head Thug
- Kitty Fitzgibbon – June
- Louis Cantarini – Cab Driver

Stemmer
- Corey Feldman – Donatello
- Brian Tochi – Leonardo
- Robbie Rist – Michaelangelo
- Josh Pais – Raphael
- Kevin Clash – Splinter
- David McCharen – Shredder
- Michael McConnohie – Tatsu

## Trivia
- De fire skuespillere, der spillede padderne, havde hver også en anden lille rolle i filmen. Tilden (Donatello) spillede fodninja, Pais (Raphael) spillede taxikunde, Sisti (Michaelangelo) spillede pizzabud, og Foreman (Leonardo) spillede bandemedlem.
- Toshishiro Obata kunne ikke engelsk, så hans replikker er reduceret mest muligt.
- Josh Pais er den eneste, der både har spillet og lagt stemme til en padde.
- Paddekostumerne blev produceret af Jim Henson's Creature Shop i London og var det mest avancerede, de nogen sinde havde lavet.